# پارک ریج (نیوجرسی)
پارک ریج (به انگلیسی: Park Ridge) شهری در ایالت نیوجرسی کشور ایالات متحده آمریکا است که جمعیت آن در سرشماری سال ۲۰۱۰ میلادی، ۸٬۶۴۵ نفر بوده‌است.